# 交響曲第74番 (ハイドン)
交響曲第74番 変ホ長調 Hob. I:74 は、フランツ・ヨーゼフ・ハイドンが1780年もしくは1781年頃に作曲した交響曲。

## 概要
ジェームズ・ウェブスターによると、ハイドンが1780年12月に書いた手紙に記されている「2つの新しい交響曲」というのは第62番と本作のことであり、1780年の終わり頃に書かれたことがわかるという。
また1781年の夏に、ヴァイオリン製作家のウィリアム・フォースターがハイドンに、ロンドンで新しく設立された音楽出版社フォースター社のためにいくつかの作品を販売するように依頼しており、本作はフォースター社から出版されたハイドンの最初の作品として1781年もしくは1782年に出版された。フォースター社はその後、パリ交響曲を含むハイドンの120以上の作品を出版しており、ハイドンと良好な関係を築き上げている。

## 編成
フルート1、オーボエ2、ファゴット2、ホルン2、弦五部。

## 構成
全4楽章、演奏時間は約25分。
- 第1楽章 ヴィヴァーチェ・アッサイ
変ホ長調、4分の4拍子、ソナタ形式。

イタリア風の様式による。この楽章の第2主題は、第1主題の静かな応答を基にしている[4]。

- 第2楽章 アダージョ・カンタービレ
変ロ長調、4分の2拍子、変奏曲形式。
2つの変奏とコーダからなる。ギターを模したチェロの伴奏の上で、ミュートを付けたヴァイオリンによってメロディが奏でられる。コーダではフガートが用いられる[4]。

- 第3楽章 メヌエット：アレグレット - トリオ
変ホ長調、4分の3拍子。
メヌエット主部はロンバルド・リズム（英語版）（16分音符+付点8分音符）を持つ。トリオではヴァイオリンとファゴットが旋律を奏で[4]、スタッカートの上昇と下降を特徴とする旋律が独特な効果を生み出している（これは第54番と第62番にトリオと似ている）。

- 第4楽章 フィナーレ：アレグロ・アッサイ
変ホ長調、8分の6拍子、ソナタ形式。
ジーグ風の楽章であり[4]、ヴォルフガング・アマデウス・モーツァルトの『弦楽四重奏曲第22番 変ロ長調 K. 589』の終楽章を彷彿とさせる。

## 注
1. ↑  デッカ・レコードのホグウッドによるハイドン交響曲全集第10巻の解説、2000年
2. 1 2  Walter Lessing: Die Sinfonien von Joseph Haydn, dazu: sämtliche Messen. Eine Sendereihe im Südwestfunk Baden-Baden 1987-89, herausgegeben vom Südwestfunk Baden-Baden in 3 Bänden. Band 2, Baden-Baden 1989, S. 204 bis 205.
3. ↑  大宮真琴『新版 ハイドン』音楽之友社〈大作曲家 人と作品〉、1981年、99頁。ISBN 4276220025。
4. 1 2 3 4  Brown, A. Peter, The Symphonic Repertoire (Volume 2). Indiana University Press (ISBN 025333487X), pp. 184-186 (2002).